# Ильин, Семён Савельевич
Семён Савельевич Ильи́н (19 апреля [1 мая] 1881, Вязьма, Смоленская губерния — 10 декабря 1965, Москва) — советский инженер пищевой промышленности, руководитель маргаринового производства. Изобретатель техники для извлечения растительных масел.

## Биография
Родился 1 мая 1881 года в Вязьме.

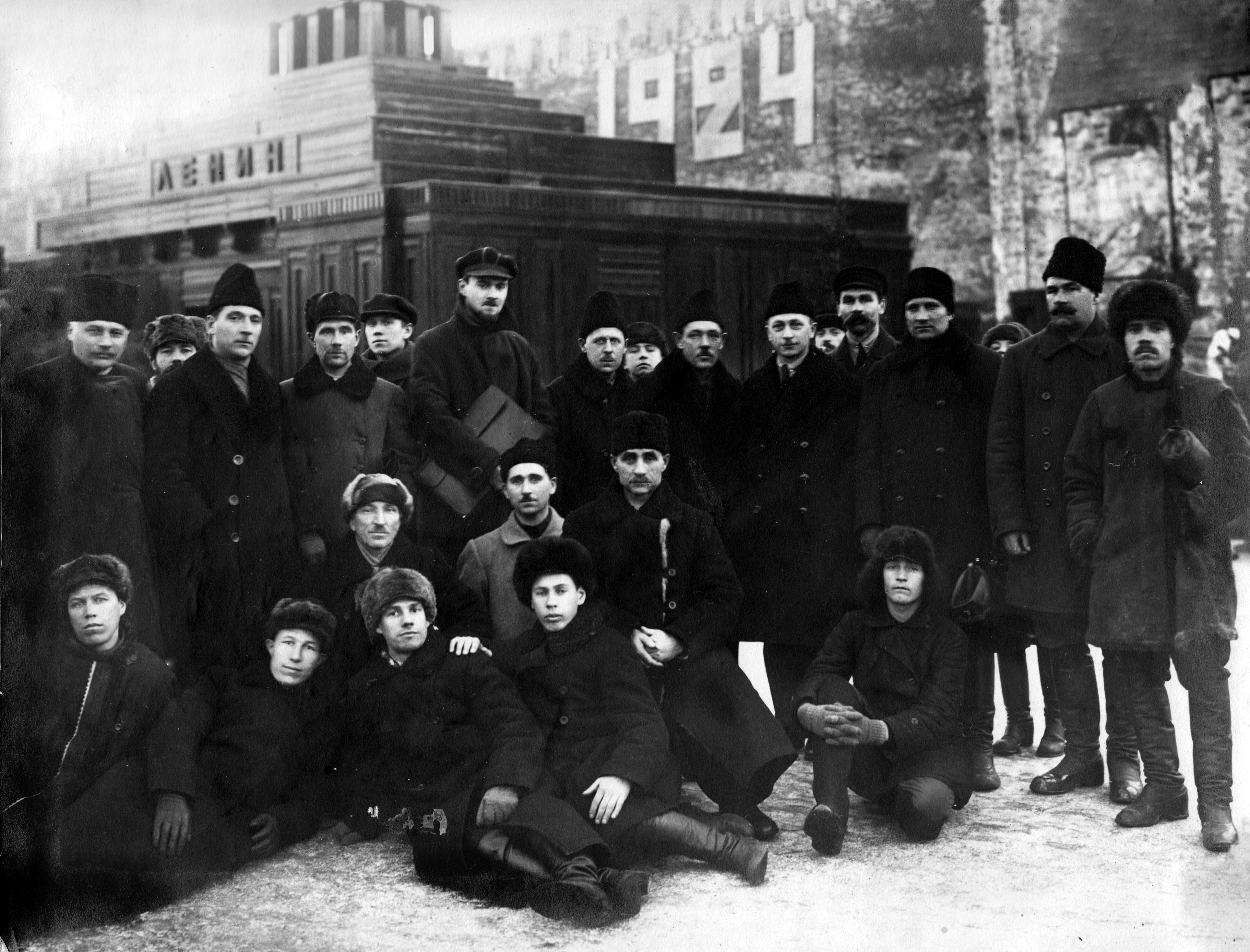
С. С. Ильин у мавзолея В. И. Ленина, 1924 г.

С 1903—1909 годах служил во флоте матросом-техником на кораблях Адмирал Нахимов (броненосный крейсер), Цесаревич (броненосец) и Варяг (бронепалубный крейсер) в Балтийском море и Тихом океане. Принял участие в Русско-японской войне.
Работал механиком одних из первых автомобилей в городе Вязьма и техником на паровом маслобойном заводе и мельнице Братьев Лютовых.
Был одним из первых большевиков Вязьмы, входил в Исполнительный комитет уездного совета рабочих.

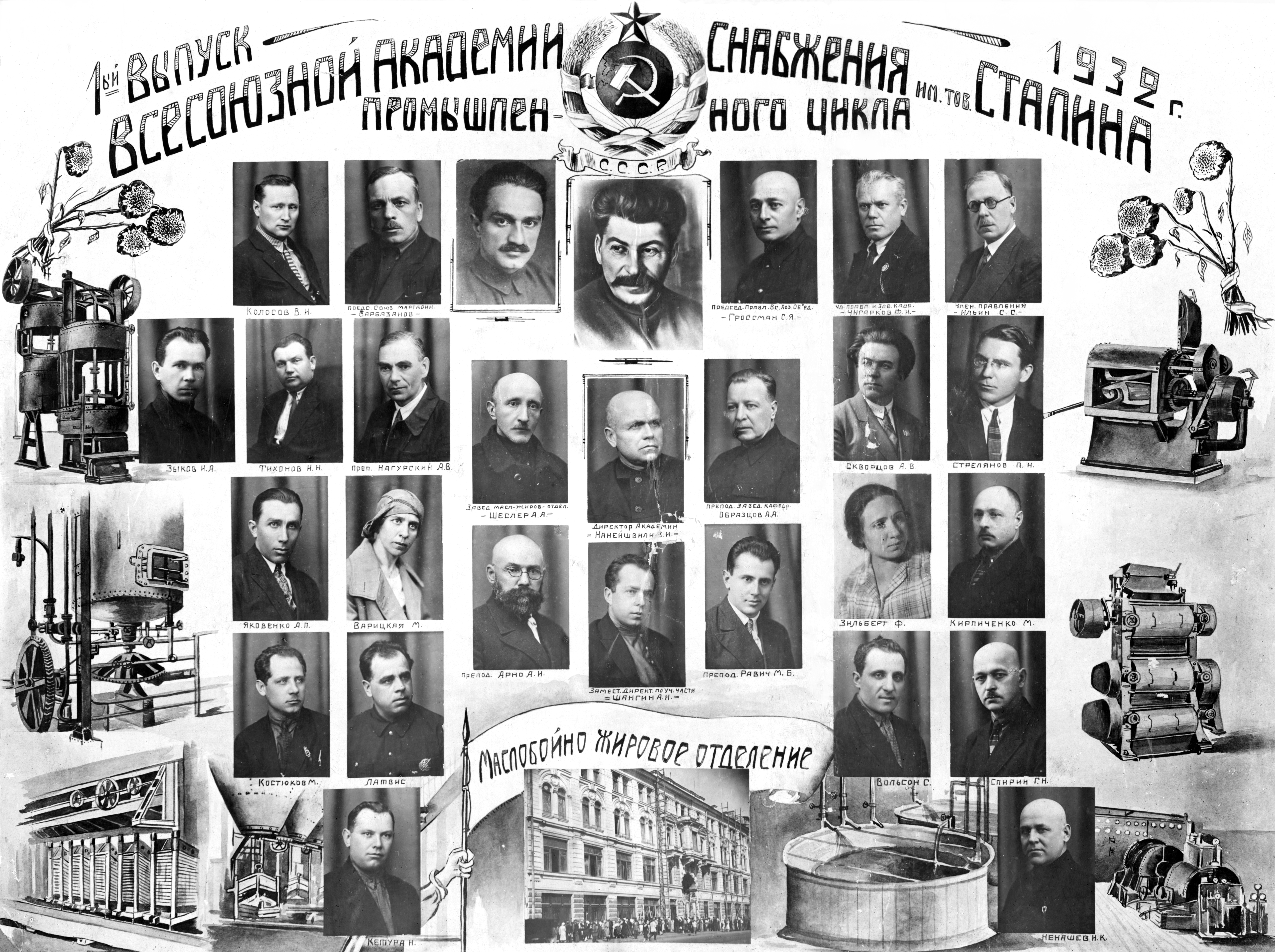
Преподаватель в 1932 г.

После революции работал в Главном масляном комитете «Главросмасло» ВСНХ. Занимался вопросами маслобойно-жировой промышленности (отрасль пищевой промышленности), включающая производство растительных масел, гидрогенизацию и расщепление жиров, производство маргарина. Работал под непосредственным руководством А. И. Микояна в НКПП СССР.
В 1931—1932 годах был членом правления и преподавателем Всесоюзной академии снабжения промышленного цикла им. Сталина.
В 1930-е годы внедрял новые установки экстракционного способа производства растительных масел на основе научно-практического опыта, который он получил в Великобритании и Германии. Это обеспечило технологический прорыв советской маслобойной промышленности
Принял участие в создании маргариновой промышленности в СССР. Под его руководством строились маслоэкстракционные (соя и др. культуры) и маргариновые заводы в Иванове, Кургане, Ворошилове и других городах.
Во время войны руководил эвакуацией масло-жирового завода из Краснодарского края в Среднюю Азию.
После войны работал старшим научным сотрудником в Московском филиале Всесоюзного Центрального научно-исследовательского института жиров (ВНИИЖ).
Скончался 10 декабря 1965 года в Москве.

## Семья
Жена —[уточнить]
- Дочь — Мария Семёновна (1908—1994), химик-аналитик. Жена художника Сергея Маркина (1903—1942).
  - Внучка — Маркина, Светлана Сергеевна (1936—2020), врач-эпидемиолог.

## Награды и премии
- 1937 — орден «Знак Почёта»

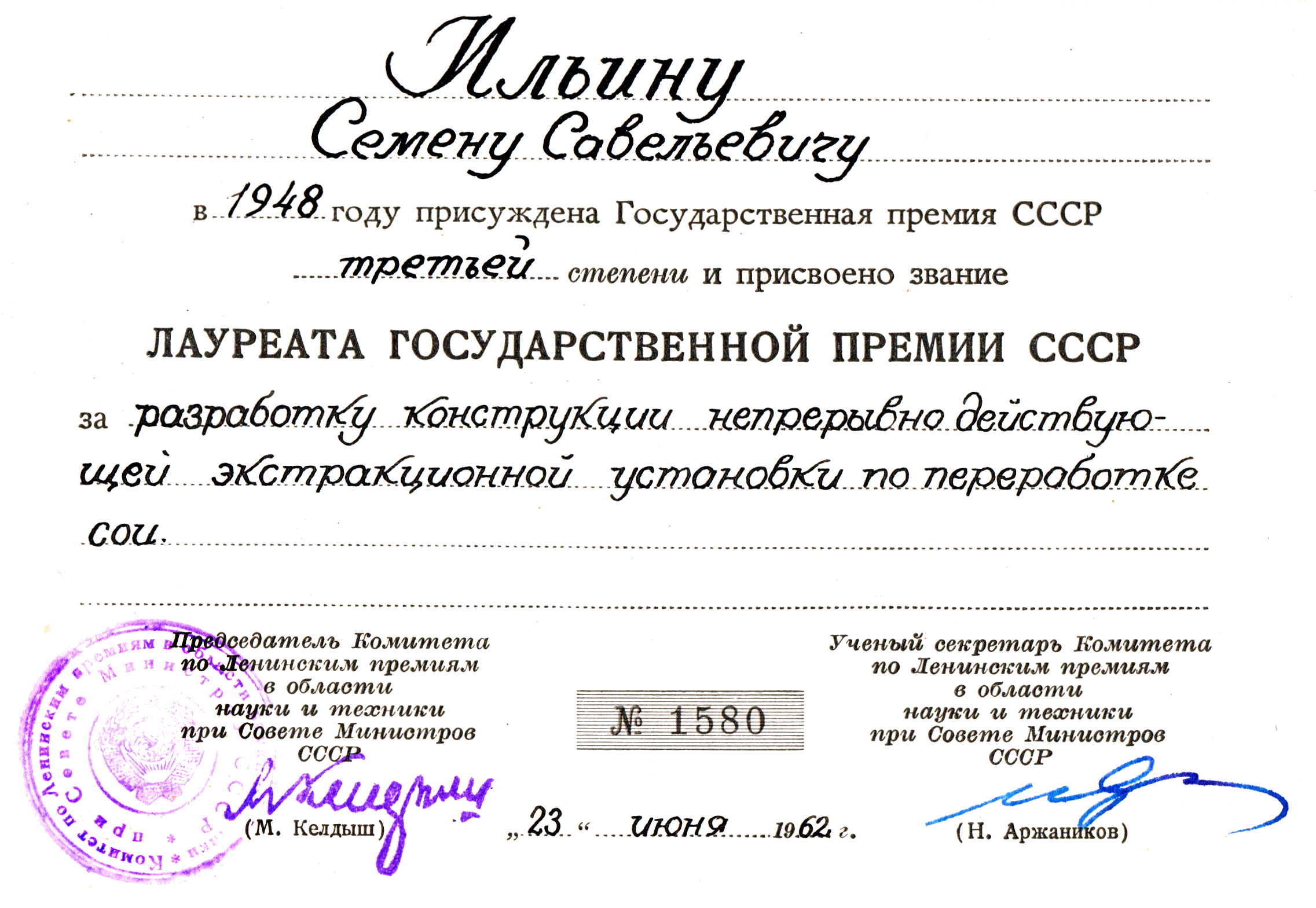
1948

- 1945 — Медаль «За доблестный труд в Великой Отечественной войне 1941—1945 гг.»
- 1947 — Медаль «В память 800-летия Москвы»
- 1948 — Сталинская премия третьей степени — за разработку конструкции непрерывно действующей экстракционной установки по переработке сои.

## Членство в организациях
Член ВКП(б) / КПСС — один из первых большевиков города Вязьмы.
- 1952 — делегат XIX съезда КПСС.

## Адреса
В Москве жил в доме № 1 по Лобковскому переулку. Окна его комнаты (коммунальной квартиры) выходили на Чистые пруды, из них была написана картина «Окно на Чистые пруды» (1929).
В 1930 году это адрес: Москва, Центр. Лобковский переулок дом 1 / 19, кв. 14. Телефон К 2-51-66.

## Память
В честь него был назван:
- Экстрактор масел непрерывного действия С. С. Ильина НД-3[7].

## Библиография

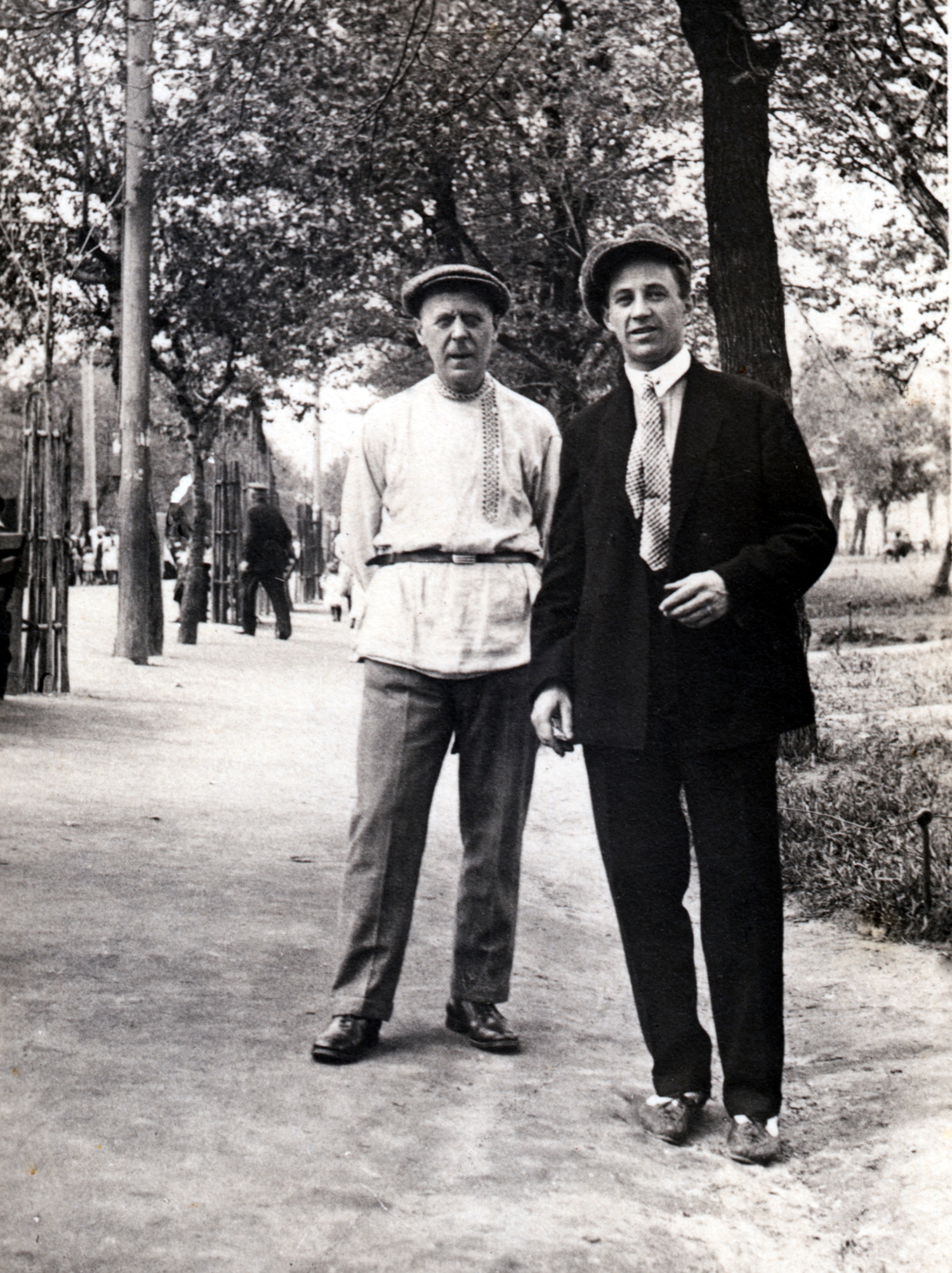
С. С. Ильин и С. И. Маркин на Чистых прудах, 1930-е